# Nanoeconomía
La nanoeconomía es un término - todavía no aceptado por la comunidad científica, como macroeconomía o microeconomía - que podría definirse como la economía de la vida cotidiana, las paradojas económicas y los incentivos que mueven a las personas a comportarse de una determinada manera (economía de los incentivos). Encuentra cierto paralelismo con la economía conductual y las finanzas conductuales o la psicología económica, según una mejor traducción de "Behavioral Economics" realizada por Manuel Conthe.
En principio toma el prefijo nano por ser más pequeño, es decir económicamente más próximo, que micro.
La comunidad atribuye a Kenneth J. Arrow el término nanoeconomics utilizado por primera vez en su artículo: Arrow, K. (1987). "Reflections on the Essays," in George Feiwel, ed., Arrow and the Foundations of the Theory of Economic Policy. New York: NYU Press, 727-734. 
En inglés existe el término Nanoeconomics con un significado distinto al propuesto y relacionado con la nanotecnología (ver la definición que se hace en CNSE y el nacimiento de "NanoEconomics")

## Ámbito de actuación
La nanoeconomía, lejos de postular una doctrina determinada, anima a “pensar como un economista" - mejor dicho como un nanoeconomista - aportando un enfoque más próximo que la microeconomía y centrándose en el comportamiento económico de las personas.
De este modo se toman en consideración los procesos, según los cuales, las personas se comportan de una determinada manera en función de una percepción coste-beneficio (no necesariamente monetario) y diferente de la que se pudiera prever de un comportamiento racional.

## Aspectos clave
- Al evaluar las distintas alternativas las comparamos no somos racionales porque las comparamos con el valor esperado y no con el valor absoluto de ganancia o pérdida.
- Tenemos una percepción distinta de respecto de las ganancias, nos volvemos conservadores y nos cuesta más renunciar a algo que percibimos nuestro, que de las pérdidas, para las que nos volvemos más arriesgados.
- Pese a todo, siempre nos afectan más una pérdida (mayor perjuicio) que una menor ganancia (menor beneficio).

## Autores relacionados
- Tim Harford (El economista camuflado)
- Steven D. Levitt (Freakeconomics)
- Robert H. Frank (El economista naturalista)
- Dan Ariely
- Amos Tversky
- Daniel Kahneman
- Manuel Conthe